# لكمة عيال قاسم

تعديل مصدري - تعديل

لكمة اعيآل قاسم هي إحدى قرى عزلة القارة بمديرية رصد التابعة لمحافظة أبين، بلغ تعداد سكانها 179 نسمة حسب تعداد اليمن لعام 2004.